# Siergino (Udmurcja)
Siergino (ros. Сергино) – wieś (sieło) w Rosji, w Udmurcji, w rejonie balezińskim. W 2010 liczyła 442 mieszkańców.